# Želtoksan

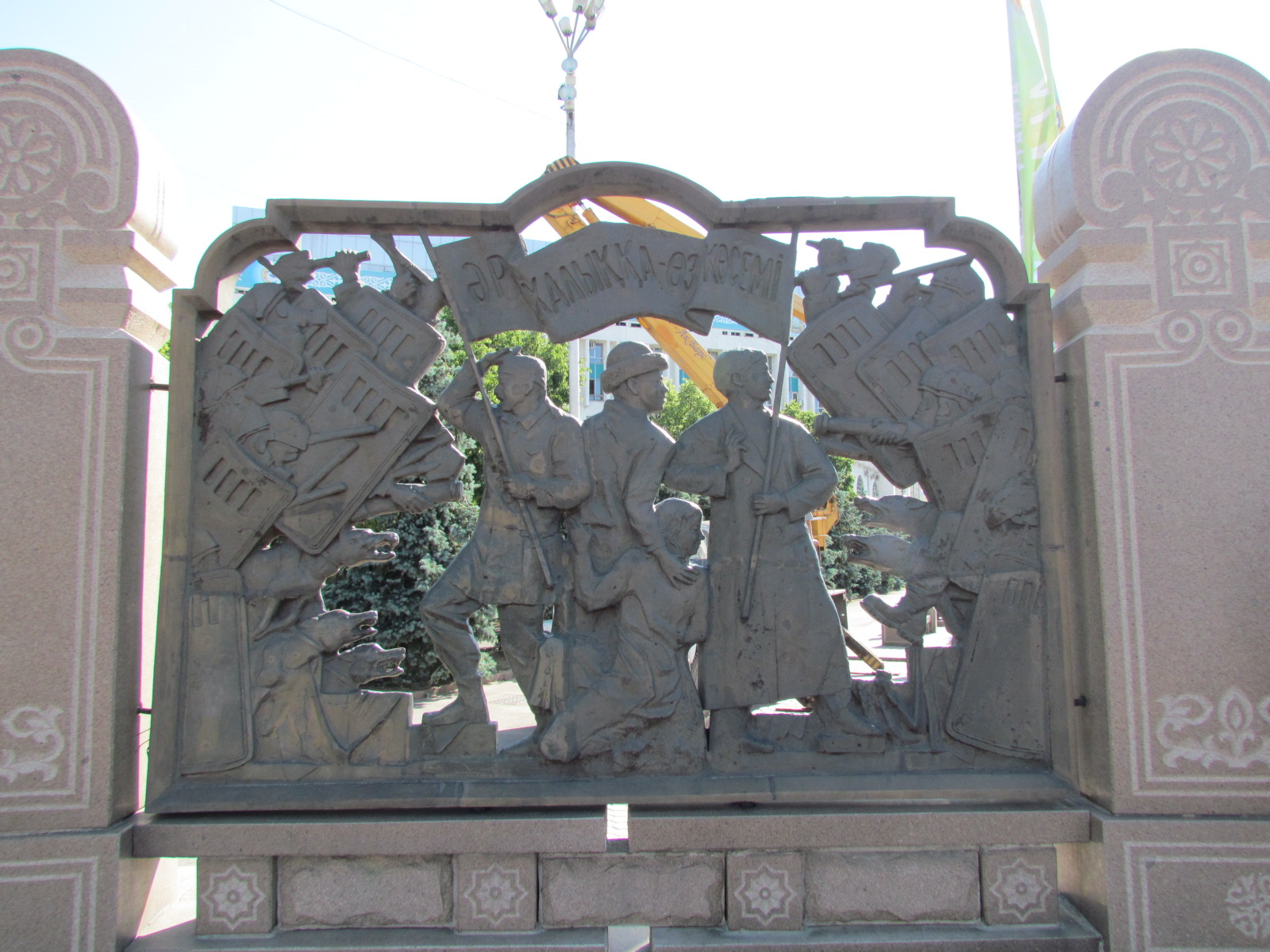
Pomník protestujícím v Almaty

Želtoksan (Желтоқсан - kazašsky prosinec) je označení pro události, k nimž došlo v Kazašské SSR mezi 16. a 19. prosincem 1986 a které byly prvním z řady národnostně motivovaných konfliktů, jež byly v důsledku politiky glasnosti široce medializovány a nakonec vedly k rozpadu Sovětského svazu.
Michail Sergejevič Gorbačov ve snaze omladit stranické vedení rozhodl koncem roku 1986 o odvolání dlouholetého prvního tajemníka kazašské komunistické strany a Brežněvova spojence Dinmuchameda Kunajeva. Jeho nástupcem určil dosavadního stranického šéfa Uljanovské oblasti Gennadije Kolbina, který byl ruské národnosti a neměl do té doby s Kazachstánem nic společného. Tuto výměnu, která nebyla projednána s republikovým vedením, vnímali Kazaši jako národní urážku. Po oznámení Kolbinova jmenování vyšly 16. prosince do ulic hlavního města Almaty skupiny převážně studentů a skandovaly hesla odmítající centralizované rozhodování. Následujícího dne se počet demonstrantů znatelně zvýšil a došlo k prvním násilnostem. Úřady vyhlásily výjimečný stav a rozhodly o vyslání jednotek OMON, aby nepokoje potlačily; po sérii násilných střetů byl dne 19. prosince ve městě obnoven pořádek. K demonstracím došlo také ve městech Šymkent, Karaganda a Taldykorgan. 
Hodnověrné údaje o rozsahu nepokojů nejsou k dispozici. Oficiální sovětská média zprvu hovořila o pár stovkách výtržníků, naproti tomu kazašský profesor Sajin Burbasov odhaduje počet povstalců na minimálně 40 000. Rovněž počet obětí na životech byl utajen, odhady se pohybují od dvou stovek po více než tisíc. Mnoho účastníků srážek bylo zatčeno, studenti byli vyloučeni ze škol. Student architektury Kajrat Ryskulbekov byl na základě filmového záznamu obviněn z útoku na policisty a odsouzen k smrti, trest mu byl později zmírněn na dvacet let odnětí svobody. Zemřel za nevyjasněných okolností v semipalatinské věznici 21. května 1988. Po vyhlášení nezávislosti Kazachstánu byl vyhlášen národním mučedníkem a byla mu odhalena řada pomníků.
Kazachstán se stal nezávislou republikou 16. prosince 1991, tedy pět let po vypuknutí Želtoksanu. V roce 2006 byl na památku dvacátého výročí událostí odhalen v Almaty pomník nazvaný Úsvit svobody.